# チスイコウモリモドキ
チスイコウモリモドキ（Vampyrum spectrum）は、哺乳綱 - コウモリ目（翼手目）- ヘラコウモリ科 - チスイコウモリモドキ属に分類されるコウモリ。本種のみでチスイコウモリモドキ属を形成する。

## 分布
メキシコから南アメリカ大陸北部（ブラジル北部、ペルー、エクアドル、スリナム、ガイアナ）及びトリニダード・トバゴなどの常緑樹林に生息。

## 形態
体長約13.5 - 15cm、前腕長約10 - 11cm、と大型のコウモリ。形態はヘラコウモリに似るが、長い吻は滑らかな形状である。翼幅は1mに達する個体も存在する。オオコウモリの分布しないアメリカ大陸においては最大級となる。背中の体毛は短く、暗褐色あるいはオレンジがかった茶色。耳は長く伸びる。翼は大きく幅広であるが尾は極めて短く、判別が難しい。肉食ではあるが、歯列は昆虫食のコウモリに似る。

## 生態
コウモリとしては珍しい肉食の捕食者である。長さに比して幅の広い翼で巧みに飛び回り、獲物を捕食する。獲物は他のコウモリやネズミなど小型哺乳類、ミソサザイや小型インコ、ウグイス程度の大きさの小型鳥類、そして両生類や爬虫類など。また、大型のコオロギやセミなどの昆虫を捕らえる事もある。これらの獲物は反響定位で位置を探り当て、樹上や地面にいるところに上から飛び降りて直接口で捕らえ、牙で止めを刺す。幅広の翼は翼面荷重が低く、仕留めた獲物が比較的大きくとも、口に咥えたまま飛行することが可能である。天敵はフクロウなどでメンフクロウ類のペリットから遺骸が確認されている。
昼間は樹洞などをねぐらとし、五匹ほどの群れをつくる。この群れは雌雄のペアを中心にその子供などからなる血縁集団である。
繁殖形態は胎生。一度に一頭の幼獣を産む。繁殖期は乾季の終わりから雨季の始めにかけてである。

## 人間との関係
広い分布を持つものの、かれらは高次の捕食者であるため、元々個体数は少ない。その上、生息環境が破壊されつつあるため、絶滅が危惧されている。